# Liste in Nordmazedonien vorhandener Dampflokomotiven
Dies ist eine Liste erhaltener Dampflokomotiven auf dem Gebiet von Mazedonien.
Diese Seite wird mit dem Projekt Lokstatistik von Josef Pospichal abgestimmt.

## Normalspurlokomotiven
| Foto | Nummer oder Name | Bauart / Achsfolge | Hersteller | Fabrik- nr. | Baujahr | Historie                                     | Eigentümer / Betreiber / Strecke | Standort                               | Bemerkungen                  |
| ---- | ---------------- | ------------------ | ---------- | ----------- | ------- | -------------------------------------------- | -------------------------------- | -------------------------------------- | ---------------------------- |
|      | JDŽ 01-046       | 1C1-h4             | Schw       | 7956/22     | 1922    | SHS 1046 → JDŽ 01-046; ´41 → BDŽ 07.17 → JDŽ |                                  | Veles                                  | Wrack                        |
|      | JDŽ 33-090       | 1E-h2              | Jung       | 11245/44    | 1944    | DRB 52 3234 → JDŽ 33-090                     |                                  | Lisice Depot in Skopje                 | äußerlich restauriert        |
|      | JDŽ 61-011       | Ct                 | He         | 19498/22    | 1922    | SHS 2011 → JDŽ 61-011; ´41 → HDŽ → JDŽ       |                                  | Gevgelija                              | Denkmallokomotive am Bahnhof |
|      | 62-384           | Ct                 | ÐÐ         | 384         | 1954    |                                              |                                  | Lisice Depot in Skopje                 | [ 5 ]                        |
|      | LBV 05           | Cf                 | ÐÐ         |             | 1964    |                                              |                                  | OKTA Öl-Raffinierie Bujkovtsi (Skopje) |                              |

## Schmalspurlokomotiven 600 mm
Schmalspurbahnen gab es im heutigen Nordmazedonien ausschließlich in 600-mm-Feldbahnspur. Sie wurden von der Deutschen Heeresfeldbahn im Ersten Weltkrieg erbaut und in Jugoslawien bis in die 1960er-Jahre betrieben.
| Foto | Nummer oder Name | Bauart / Achsfolge | Hersteller | Fabrik- nr. | Baujahr | Historie                            | Eigentümer / Betreiber / Strecke | Standort         | Bemerkungen                                       |
| ---- | ---------------- | ------------------ | ---------- | ----------- | ------- | ----------------------------------- | -------------------------------- | ---------------- | ------------------------------------------------- |
|      | JDŽ 99.4-025     |                    | Vulc       | 3219        | 1916    | DHFB 899 → SHS 899 → JDŽ 99.4-025   |                                  | Gostivar, Lisiče | aufgestellt. Älteste Lokomotive in Nordmazedonien |
|      | JDŽ 99.4-053     |                    | He         | 15079       | 1917    | DHFB 1066 → SHS 1066 → JDŽ 99.4-053 |                                  | Gostivar, Kičevo | aufgestellt                                       |

## Schmalspurlokomotiven 760 mm
Im heutigen Nordmazedonien gab es keine Schmalspurbahnen mit Bosnischer Spurweite (760 mm). Die nachstehend angeführte Lokomotive gelangte in Jugoslawischer Zeit als Denkmallokomotive nach Skopje.
| Foto | Nummer oder Name | Bauart / Achsfolge | Hersteller | Fabrik- nr. | Baujahr | Historie               | Eigentümer / Betreiber / Strecke | Standort                                              | Bemerkungen |
| ---- | ---------------- | ------------------ | ---------- | ----------- | ------- | ---------------------- | -------------------------------- | ----------------------------------------------------- | ----------- |
|      | JDŽ 83-064       |                    | Jung       | 3546        | 1923    | SHS RU 20 → JDŽ 83-064 |                                  | Lisice (Skopje), Vlado Tasevski Technical High School | aufgestellt |